# 釋姓
釋姓是中國姓氏之一，一般為漢傳佛教出家人統一使用之姓氏。此姓氏未收錄於《百家姓》當中。
中國出家人以釋為姓之慣例，始於道安。佛教初期魏晉沙門，依師為姓，如支、竺、安、康、白（或帛），故姓各不同。道安以為，根本導師乃釋迦世尊，故“以釋命氏”。日本、韓國僧人起初也受此影響，而以釋為姓，現今皆改為用俗家姓氏。越南僧人仍然沿用以釋為姓之慣例。
有人認爲後來譯出的《增一阿含經》，有“四河入海，無復河名；四姓出家，同稱釋氏”之语，因與經典相符，故中國僧人以“釋”為姓遂成定制，至今已一千六百余年。不過這只是後人誤解，  因經中說的是“無復本姓，但言沙門釋迦子”，意思是出家人此後是「釋迦弟子」或「沙門釋迦的追隨者」，不再屬於原本的種姓，而非改掉姓氏的意思。
另外，在日本有非出家人而姓釋的例子存在，如日本藝人釋由美子，因祖先是出家人。在臺灣和海外也有罕見的俗人姓釋的例子，但原因和由來不詳。

## 延伸阅读
[在维基数据编辑]
 《欽定古今圖書集成·明倫彙編·氏族典·釋姓部》，出自陈梦雷《古今圖書集成》